# Paso Superior de Alcântara
El Paso Superior de Alcântara fue una infraestructura peatonal, que unía las estaciones de Alcântara-Mar (Línea de Cascaes) y Alcântara-Terra (Línea de Cintura), en Lisboa, Portugal. Funcionó entre 1991 y 2008, cuando fue demolido.

## Características
Esta estructura consistía en un conjunto de tres paos para peatones, totalizando aproximadamente 480 metros: uno se iniciaba en una rampa junto a la Estación de Alcântara-Terra, recorriendo cerca de 320 metros, a varios metros por encima del nivel de la calle, y terminaba junto al cruce de rutas donde terminan las Calles Fradesso da Silveira y de Cascais y se inician las Avenidas de Ceuta y 24 de julio; en ese punto, el paso tenía un ramal elevado, con cerca de 40 metros de longitud, para un establecimiento comercial Jumbo, del lado opuesto de la Calle de Cascais, y una rampa de acceso a un paso al nivel del suelo, con aproximadamente 130 metros de extensión, que terminaba al Norte de la Avenida de la Índia, junto al cruce de esta arteria con la Calle de Cascais.
El atravesamiento de la Avenida y conexión a la Estación de Alcântara-Mar es efectuado por una paso subterráneo. La estructura incluía, en su interior, un conjunto de cintas mecánicas para los usuarios.

## Historia

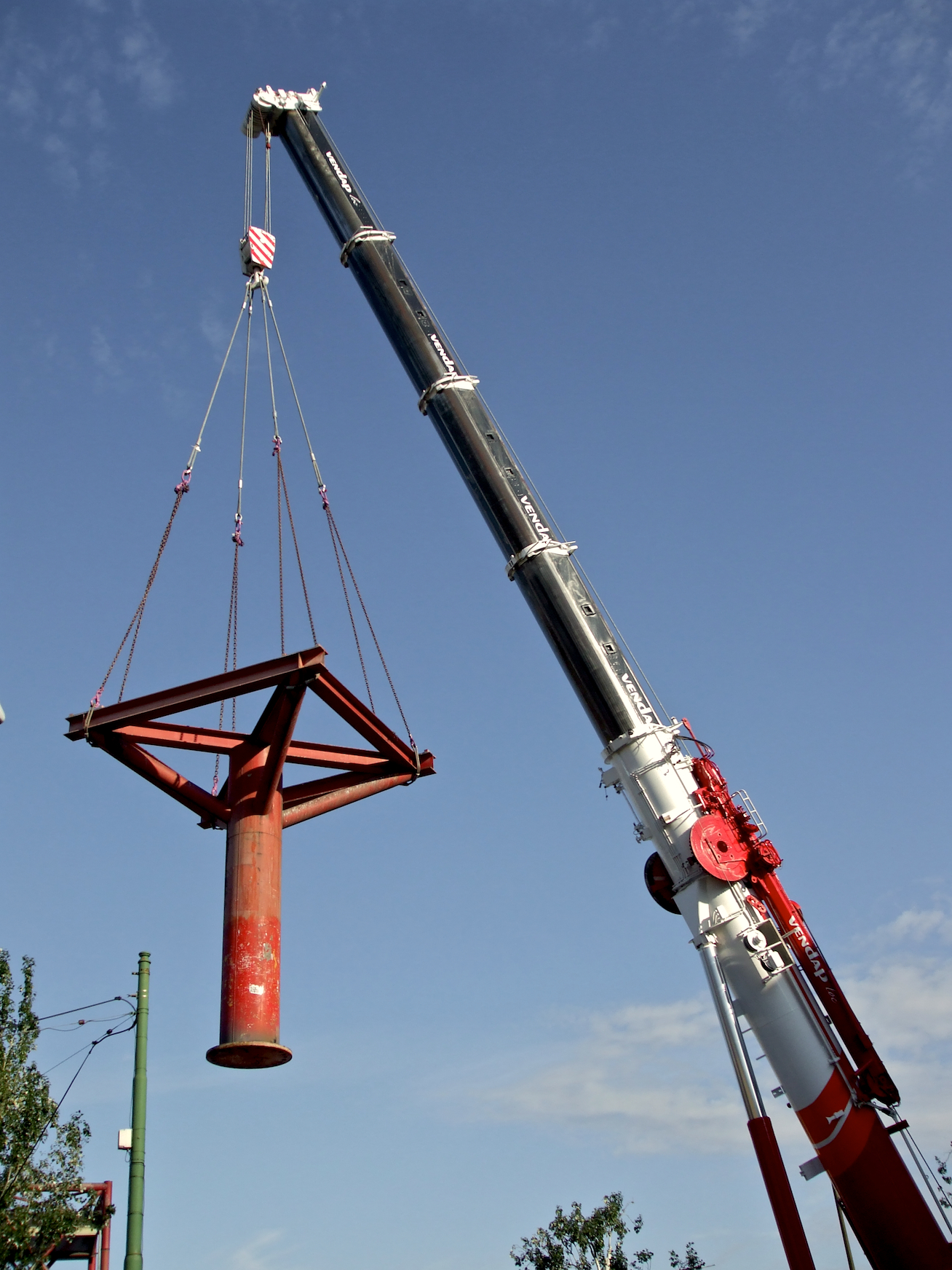
Aspecto del proceso de desmontaje, el 20 de septiembre de 2008.

### Inauguración
El paso Superior de Alcântara fue inaugurado en 1991, de forma que los pasajeros pudiesen efectuar el transbordo entre las Estaciones de Alcântara-Mar, en la Línea de Cascaes, y Alcântara-Terra, en la Línea de Cintura, pues no existía, en ese momento, ningún servicio ferroviario de pasajeros que uniese estas líneas. Se pretendía, así, mejorar las conexiones entre el centro de Lisboa y la Línea de Cascaes.

### Declive y demolición
Desde la apertura a la explotación que esta estructura no tuvo el movimiento previsto, y, después de algunos años, dejó de ser efectuado el mantenimiento, por lo que las cintas mecánicas se empezaron a averiar; después, el ramal para el Jumbo, que también era utilizado frecuentemente para atravesar la ruta, fue cerrado, y toda la estructura entró en un estado de degradación, reduciendo aún más el número de usuarios.
El 3 de octubre de 2007, un grupo de concejales, liderado por el antiguo presidente de la Cámara Municipal de Lisboa, Carmona Rodrigues, presentó una propuesta para la demolición del Paso Superior, en base al avanzado estado de degradación y abandono en que este se encontraba; este pedido, que se englobó en un proyecto de recalifación de la zona de Alcântara, sugirió que se llegase a un acuerdo con la Red Ferroviaria Nacional, que ya desde antes se había mostrado interesada en la demolición de la estructura.
La demolición de la estructura, prevista para el 15 de septiembre de 2008, fue llevada a cabo entre los días 20 y 22 del mismo mes, habiendo afectado las obras de demolición al tránsito en la zona; esta medida fue aplaudida por los habitantes de la zona, que consideraban la estructura como una obstrucción visual.